# 汤汤
汤宏英（1977年10月—），笔名汤汤，浙江武义人，中国儿童文学作家。中国作家协会会员，浙江省作协签约作家。汤汤目前是一位在职小学教师，她自2003年开始童话创作，目前为止有数十篇作品发表于《儿童文学》、《少年文艺》及其它著名儿童刊物。

## 奖项
- 第6届《儿童文学》擂台赛铜奖
- 《少年文艺》杂志“好作品奖”
- 冰心儿童文学新作奖
- 陈伯吹儿童文学奖
- 浙江省年度文学奖
- 第八届全国优秀儿童文学奖《到你心里躲一躲》
- 第九届全国优秀儿童文学奖《汤汤缤纷童话集》
- 第十届全国优秀儿童文学奖《水妖喀喀莎》
- 第七届《儿童文学》擂台赛银奖
- 2011年浙江省优秀青年作品奖

## 出版作品

### 2010年
- 长篇童话：《来自鬼庄园的九九》（注：本长篇童话以汤汤原创作品《木疙瘩山的岩》为蓝本。）
- 短篇童话集：《到你心里躲一躲》（收录有很多著名短篇童话。如《到你心里躲一躲》（短篇）《木疙瘩山的岩》、《烟·囱》等）

### 2011年
- 《儿童文学》“十大青年金作家”之《汤汤儿童文学精品选》（收录了《暖暖莲》、《守着18个鸡蛋等你》等短篇童话及儿童小说。）
- 《流萤谷》
- 《睡尘湖》（关于睡尘湖的故事，《汤汤儿童文学精品选》中的《暖暖莲》有所提及。）